# Hoàng Vũ Samson
Hoàng Vũ Olaleye Samson (tên khai sinh là Samson Kayode Olaleye, sinh ngày 6 tháng 10 năm 1988) là một cầu thủ bóng đá chuyên nghiệp người Nigeria nhập quốc tịch Việt Nam hiện đang thi đấu cho câu lạc bộ Quảng Nam tại V.League 1 ở vị trí tiền đạo cắm.
Anh là cầu thủ ghi nhiều bàn thắng nhất  trong lịch sử V.League 1.

## Sự nghiệp câu lạc bộ
Hoàng Vũ Samson bắt đầu sự nghiệp cầu thủ tại giải hạng nhất Việt Nam trong màu áo câu lạc bộ Than Quảng Ninh. Trong 2 năm ở Than Quảng Ninh, anh đã ghi được 15 bàn thắng. Năm 2009, anh gia nhập câu lạc bộ Đồng Tháp ở V-League và sau đó trở thành một trong những cầu thủ hàng đầu tại Việt Nam. Mùa giải 2011, Kayode có 17 pha lập công trong 18 trận.
Tháng 8 năm 2011, sau khi từ bỏ câu lạc bộ Tập đoàn Cao su Đồng Tháp, Kayode chuyển đến câu lạc bộ Atlético Madrid theo dạng hợp đồng chuyển nhượng tự do. Sau đó anh được đem cho Braga mượn do Atlético đã hết chỉ tiêu đăng ký những cầu thủ ngoài châu Âu.
Tuy vậy, ngay khi nắm được thông tin Atlético Madrid ký hợp đồng với tiền đạo Samson, đại diện Hà Nội T&T đã có hồ sơ gửi lên VFF kiến nghị không cấp giấy chuyển nhượng quốc tế ITC cho chân sút người Nigeria do trước đó anh đã thống nhất ký bản hợp đồng ghi nhớ về thi đấu cho đội bóng thủ đô từ mùa giải 2012 kèm với đó là một phần tiền chuyển nhượng và có điều khoản bồi thường nếu vi phạm.
Sau khi quay trở về Việt Nam và cùng với người đại diện của mình làm việc với lãnh đạo câu lạc bộ Hà Nội T&T, Samson đã quyết định quay trở lại khoác áo Hà Nội T&T do anh không thể đáp ứng được khoản phí 2 triệu USD phá vỡ hợp đồng mà đội bóng này yêu cầu.
Từ mùa bóng 2018, các đội bóng ở hai hạng đấu hàng đầu Thái Lan cho phép các đội được phép đăng ký một ngoại binh gốc Đông Nam Á trong đội hình. Buriram United nhanh chóng đạt được thỏa thuận với Hoàng Vũ Samson vào cuối tháng 12 năm 2017. Tuy nhiên, ngay trận ra mắt tại Siêu Cúp Thái Lan ngày 19 tháng 1 năm 2018, anh đã sút hỏng ở loạt luân lưu. Lúc đầu, Buriram United đăng ký 5 ngoại binh vào đội hình gồm Diogo, Edgar, Andres Tunez, Yoo Jun-soo và Hoàng Vũ Samson. Theo quy định tại Thai League 2018, mỗi đội được phép có 4 cầu thủ ngoại ra sân trong đội hình xuất phát, trong đó có một người châu Á. Tuy nhiên nhiều trận đấu, Buriram chỉ sử dụng 3 vì cho rằng Hoàng Vũ Samson không hay hơn cầu thủ Thái Lan. Newin là người có tiếng nói quyết định trong việc chiêu mộ cầu thủ ngoại tại Buriram United. Việc ông chia tay Hoàng Vũ Samson cho thấy vị Chủ tịch này có yêu cầu rất cao về chuyên môn khi ngoại binh nào muốn khoác áo đội bóng nhà giàu này.
Trở lại CLB Hà Nội, Hoàng Vũ Samson vẫn được huấn luyện viên Chu Đình Nghiêm tin dùng. Tại đội bóng này, cầu thủ 30 tuổi đã ghi được 21 bàn trong mùa giải 2018. Năm 2019 Hoàng Vũ Samson khoác áo CLB Quảng Nam, ghi được 7 bàn thắng trong 12 trận. Từ mùa giải 2020 cầu thủ gốc Nigeria được CLB Thanh Hóa mượn, anh ghi được 9 bàn thắng trong 22 trận cho đến 31/03/2021.
Ngày 31/03/2021, anh bị Ban kỷ luật LĐBĐVN ban hành Quyết định số 110/QĐ-LĐBĐVN về việc phạt 15.000.000đ và đình chỉ thi đấu 03 trận kế tiếp do có hành vi phạm lỗi nghiêm trọng với cầu thủ Nguyễn Tuấn Mạnh (số 26) của SHB Đà Nẵng (dùng chân đạp thẳng ở phút 73) trong trận đấu giữa hai CLB Đông Á Thanh Hóa và SHB Đà Nẵng lúc 17 giờ ngày 29/3/2021 trên sân vận động Thanh Hóa tại vòng 6 giai đoạn 1 Giải bóng đá Vô địch quốc gia LS 2021.

## Thống kê sự nghiệp
| Câu lạc bộ                | Mùa giải            | Giải vô địch        | Giải vô địch | Giải vô địch | Cúp quốc gia | Cúp quốc gia | Châu lục | Châu lục | Tổng cộng | Tổng cộng |
| Câu lạc bộ                | Mùa giải            | Hạng                | Trận         | Bàn          | Trận         | Bàn          | Trận     | Bàn      | Trận      | Bàn       |
| ------------------------- | ------------------- | ------------------- | ------------ | ------------ | ------------ | ------------ | -------- | -------- | --------- | --------- |
| Than Quảng Ninh           | 2008                | V.League 2          | 22           | 15           | -            | -            | -        | -        | 22        | 15        |
| Than Quảng Ninh           | Tổng cộng           | Tổng cộng           | 22           | 15           |              |              |          |          | 22        | 15        |
| Tập Đoàn Cao Su Đồng Tháp | 2009                | V.League 1          | 16           | 13           | 1            | 0            | -        | -        | 17        | 13        |
| Tập Đoàn Cao Su Đồng Tháp | 2010                | V.League 1          | 15           | 13           | 1            | 0            | -        | -        | 16        | 13        |
| Tập Đoàn Cao Su Đồng Tháp | 2011                | V.League 1          | 18           | 17           | 1            | 0            | -        | -        | 19        | 17        |
| Tập Đoàn Cao Su Đồng Tháp | Tổng cộng           | Tổng cộng           | 49           | 43           | 3            | 0            |          |          | 52        | 43        |
| Hà Nội T&T                | 2012                | V.League 1          | 24           | 14           | 4            | 0            | -        | -        | 28        | 14        |
| Hà Nội T&T                | 2013                | V.League 1          | 21           | 14           | 2            | 1            | -        | -        | 23        | 15        |
| Hà Nội T&T                | 2014                | V.League 1          | 19           | 24           | 1            | 0            | 9        | 2        | 30        | 26        |
| Hà Nội T&T                | 2015                | V.League 1          | 19           | 15           | 4            | 4            | 2        | 2        | 25        | 21        |
| Hà Nội T&T                | 2016                | V.League 1          | 23           | 15           | 7            | 4            | 2        | 0        | 33        | 19        |
| Hà Nội T&T                | 2017                | V.League 1          | 22           | 11           | 1            | 1            | 2        | 0        | 25        | 12        |
| Hà Nội T&T                | Tổng cộng           | Tổng cộng           | 128          | 93           | 19           | 10           | 15       | 4        | 164       | 107       |
| Buriram United            | 2018                | Thai League 1       | 2            | 0            | -            | -            | -        | -        | 2         | 0         |
| Buriram United            | Tổng cộng           | Tổng cộng           | 2            | 0            |              |              |          |          | 2         | 0         |
| Hà Nội                    | 2018                | V.League 1          | 13           | 15           | 5            | 3            | -        | -        | 18        | 18        |
| Hà Nội                    | 2019                | V.League 1          | 12           | 6            | 1            | 0            | 7        | 1        | 21        | 9         |
| Hà Nội                    | Tổng cộng           | Tổng cộng           | 25           | 21           | 6            | 3            | 7        | 1        | 39        | 27        |
| Quảng Nam (mượn)          | 2019                | V.League 1          | 12           | 7            | 2            | 0            | -        | -        | 14        | 7         |
| Quảng Nam (mượn)          | Tổng cộng           | Tổng cộng           | 12           | 7            | 2            | 0            |          |          | 14        | 7         |
| Đông Á Thanh Hóa          | 2020                | V.League 1          | 17           | 6            | 2            | 1            | -        | -        | 19        | 7         |
| Đông Á Thanh Hóa          | 2021                | V.League 1          | 5            | 3            | -            | -            | -        | -        | 5         | 3         |
| Đông Á Thanh Hóa          | Tổng cộng           | Tổng cộng           | 22           | 9            | 2            | 1            |          |          | 24        | 10        |
| Thành phố Hồ Chí Minh     | 2022                | V.League 1          | 21           | 5            | 0            | 0            | -        | -        | 21        | 5         |
| Thành phố Hồ Chí Minh     | 2023                | V.League 1          | 17           | 9            | 1            | 1            | -        | -        | 12        | 9         |
| Thành phố Hồ Chí Minh     | Tổng cộng           | Tổng cộng           | 38           | 14           | 1            | 1            |          |          | 33        | 15        |
| Quảng Nam                 | 2023–24             | V.League 1          | 26           | 13           | 2            | 1            | -        | -        | 28        | 14        |
| Quảng Nam                 | 2024–25             | V.League 1          | 9            | 2            |              |              | -        | -        |           |           |
| Tổng cộng sự nghiệp       | Tổng cộng sự nghiệp | Tổng cộng sự nghiệp | 324          | 214          | 35           | 16           | 22       | 5        | 381       | 235       |

## Danh hiệu

### Câu lạc bộ

#### Hà Nội
- V-League 1:

 Vô địch: 2013, 2016, 2018
 Á quân: 2012, 2014, 2015
 Hạng ba: 2017
- Cúp Quốc gia:

 Á quân: 2012, 2015, 2016, 2019
- Siêu cúp Quốc gia:

 Vô địch: 2018
 Á quân: 2013, 2015, 2016